# 熵 (生态学)
熵在生态学中是表示生物多样性的指标。

## 定义
假定一个个体无限的总体内，存在n种动植物{\displaystyle (A_{1},A_{2}}…{\displaystyle A_{j}}…{\displaystyle A_{n})}，每一个个体动植物属于{\displaystyle A_{j}}的概率为{\displaystyle p_{j}}，因此
如果每一种中有q个个体，总共有{\displaystyle q_{1}+q_{2}+}….{\displaystyle q_{j}+}…{\displaystyle q_{n}}个个体。n可以设为常数C。
每一种内的平均多样性（即如雄、雌、大、小等）为
(因为{\displaystyle q_{j}=qp_{I})}
所以种的多样性等于所有个体减去种内多样性为种的多样性：
和信息熵的公式是一样的。只不过信息熵用的是以2为底的对数，单位是比特，如果用以十为底的对数，单位是贝尔；生物多样性用的是以十为底的对数；热力学熵用的是以e为底的自然对数，为的是将常数C化为玻尔兹曼常数，即气体常数和阿伏伽德罗常数的比。

## 参照
- 熵 (熱力學)
- 熵 (信息论)
- 多樣性指數